# ويليام روبنسون لي
ويليام روبنسون لي (بالإنجليزية: William Robinson Leigh)‏ هو رسام أمريكي، ولد في 23 سبتمبر 1866 في مقاطعة بيركلي في الولايات المتحدة، وتوفي في 11 مارس 1955.